# الک (کامیاران)

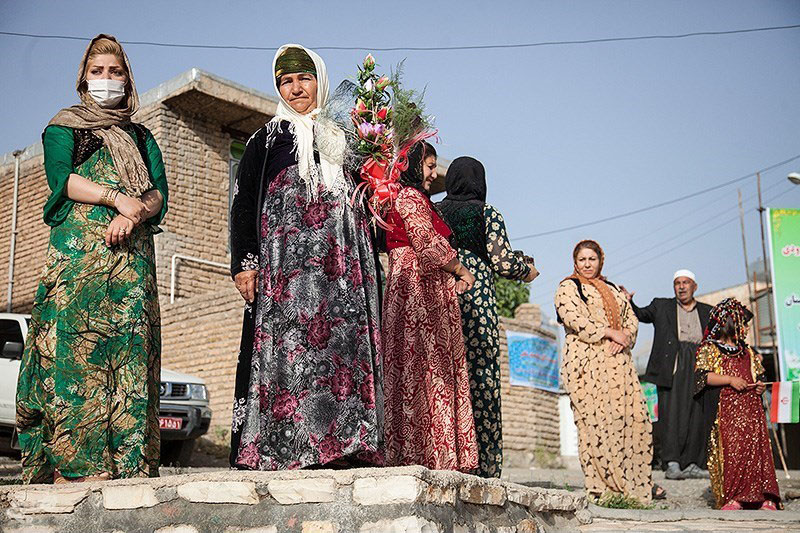
الک (کامیاران)

الک (کامیاران)، روستایی از توابع بخش مرکزی شهرستان کامیاران در استان کردستان ایران است.اهالی این روستا اکثراً به کار کشاوری مشغول اند و تعداد کمی از اهالی دامداری میکنند و عده کمی هم مشغول مغازه داری هستند همچنین روستا دارای مدرسه در مقاطع ابتدایی و راهنمایی است و همچنین رو رودخانه به نام های (چم کام وچم ماویان)روستا را احاطه کرده اند و در انتهای روستا این دو رود به هم می پیوندند که به روستا شکلی شبه جزیره ای داده است.

## جمعیت
این روستا در دهستان شاهو قرار دارد و براساس سرشماری مرکز آمار ایران در سال ۱۳۸۵، جمعیت آن ۱٬۲۰۶ نفر (۲۸۰خانوار) بوده‌است.